# أوليم نافكاروف
اوليم نافكاروف (3 مارس 1983 في أوزبكستان - ) هو لاعب كرة قدم أوزبكستاني في مركز الهجوم. شارك مع منتخب أوزبكستان لكرة القدم. أما مع النوادي، فقد لعب مع نادي لوكوموتيف طشقند ونادي أنديجان واجمك اف سي ودينامو سمرقند وQizilqum FC ‏.

## روابط خارجية
- اوليم نافكاروف على موقع قاعدة بيانات كرة القدم.إي يو (الإنجليزية)
- اوليم نافكاروف على موقع ناشيونال فوتبول تيمز (الإنجليزية)
- اوليم نافكاروف على موقع Soccerway.com (الإنجليزية)